# Diagram Latimera

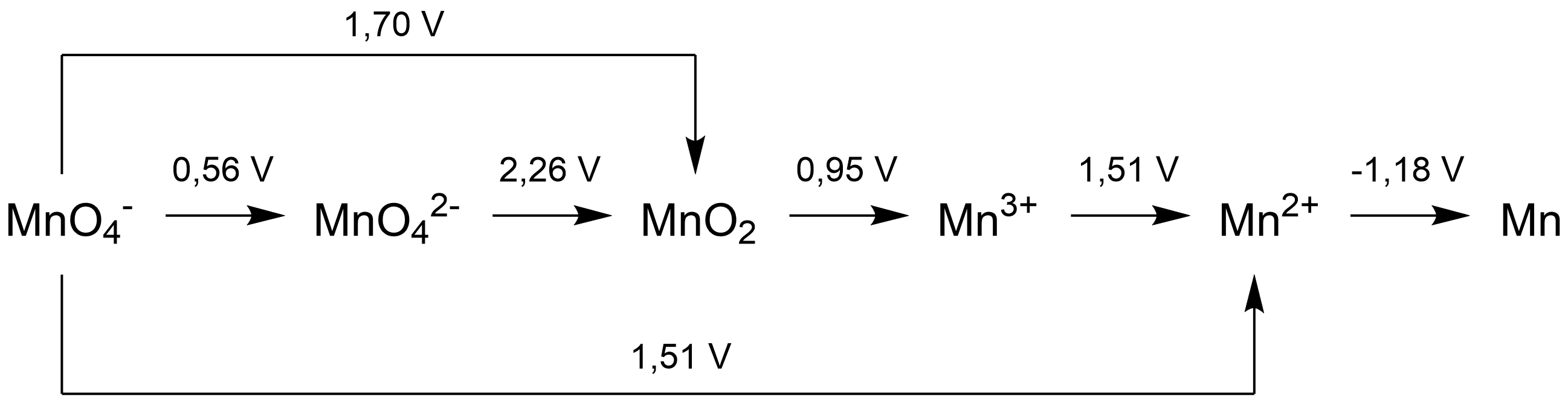
Diagram Latimera dla manganu w kwaśnym środowisku (pH = 0)

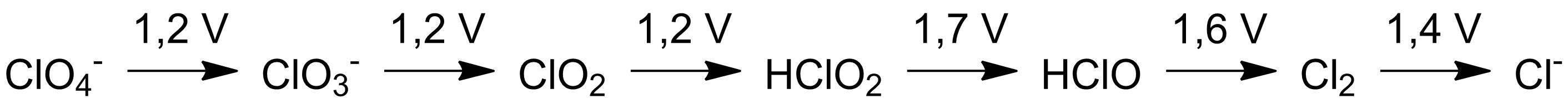
Diagram Latimera dla chloru w kwaśnym środowisku (pH = 0)

Diagram Latimera – wykres stosowany w elektrochemii, na podstawie którego można ocenić trwałość termodynamiczną danego pierwiastka na różnych stopniach utlenienia. Diagram ten został opracowany przez amerykańskiego chemika Wendella Latimera.

## Budowa diagramu
Diagram Latimera przedstawia potencjały standardowe kolejnych przemian redoks dla danego pierwiastka. Aby skonstruować taki diagram należy uszeregować malejąco formy pierwiastka na różnych stopniach utlenienia. Na kolejnych strzałkach podaje się wartości potencjałów standardowych w woltach. W środowisku kwaśnym mocne kwasy zapisuje się w formie zdysocjowanej, natomiast w przypadku słabych kwasów podaje się formę sprotonowaną.
Przykładowo, z diagramu Latimera dla chloru w pH = 0 można wywnioskować, że najsilniejszym utleniaczem w układzie jest kwas chlorawy (HClO
2), ponieważ jego potencjał przy redukcji do kwasu podchlorawego (HClO) jest największy, 1,7 V. Natomiast układy ClO−
4/ClO−
3, ClO−
3/ClO
2 i ClO2/HClO2 mają jednakowe potencjały standardowe, zatem ich moc utleniająca jest taka sama.
Diagramy Latimera są podstawą do wykreślenia znaczenie wygodniejszych diagramów Frosta.